# Колесников Дмитро Тихонович
Дмитро Тихонович Колесников (1905 , Горлівка, Катеринославська губернія  — 1959 , Запорізька область ) — український радянський партійний діяч, 2-й секретар Житомирського обкому КП(б)У.

## Біографія
Народився в родині робітника в місті Горлівка, тепер Донецька область, Україна. У квітні 1922 — жовтні 1924 року — коногон шахти № 5 міста Горлівки. У 1923 році вступив до комсомолу.
У жовтні 1924 — жовтні 1928 року — секретар Горлівського районного комітету комсомолу (ЛКСМУ) на Донбасі.
Член ВКП(б) з червня 1925 року.
У жовтні 1928 — листопаді 1929 року — підручний електрика Лисичанської електростанції на Донбасі. У листопаді 1929 — грудні 1930 року — інструктор Артемівського окружного комітету комсомолу (ЛКСМУ) на Донбасі.
У грудні 1930 — грудні 1932 року — завідувач школи гірничопромислового навчання у селищі Гришине на Донбасі. У грудні 1932 — грудні 1933 року — інструктор Гришинського районного комітету КП(б)У Донецької області. У грудні 1933 — вересні 1935 року — секретар партійного комітету КП(б)У шахти імені Шевченка селища Постишеве (Гришине) Донецької області.
У вересні 1935 — березні 1937 року — слухач курсів марксизму-ленінізму при ЦК КП(б)У в місті Києві. У квітні 1937 — вересні 1938 року — інструктор, відповідальний організатор відділу керівних партійних органів ЦК КП(б)У в Києві.
У жовтні 1938 — січні 1939 року — завідувач відділу керівних партійних органів Житомирського обласного комітету КП(б)У.
У січні 1939 — жовтні 1941 року — 2-й секретар Житомирського обласного комітету КП(б)У.
З жовтня 1941 року — в Червоній армії, учасник німецько-радянської війни. У жовтні 1941 — січні 1942 року — начальник політичного відділу 37-го армійського польового будівельного управління 5-ї саперної армії РСЧА.
У січні — травні 1942 року — інструктор ЦК КП(б)У в місті Воронежі. У травні — серпні 1942 року — виконувач обов'язків завідувача військового відділу ЦК КП(б)У в місті Ворошиловграді. У серпні — грудні 1942 року — відповідальний організатор Управління кадрів ЦК ВКП(б) у Москві. У грудні 1942 — серпні 1943 року — в розпорядженні ЦК КП(б)У в місті Москві.
У серпні 1943 (затверджений в березні 1944) — вересні 1945 року — 2-й секретар Житомирського обласного комітету КП(б)У.
У вересні 1945 — серпні 1948 року — слухач Вищої партійної школи при ЦК ВКП(б) у Москві.
У вересні 1948 — травні 1950 року — 1-й секретар Костянтинівського міського комітету КП(б)У Сталінської області.
У червні 1950 — після 1954 року — районний інспектор Центрального статистичного управління у місті Лисичанську Ворошиловградської області. Потім проживав у Запорізькій області, де й помер 1959 року.